# Chris Gronkowski
Pour les articles homonymes, voir Gronkowski.
(en) Statistiques sur pro-football-reference
Chris Gronkowski, né le 26 décembre 1986 à Buffalo dans l'État de New York, est un joueur américain de football américain évoluant au poste de fullback.

## Biographie
Non sélectionné lors de la draft 2010 de la NFL, il signe dès le lendemain avec les Cowboys de Dallas. Conservé dans l'effectif des Cowboys, il fait ses débuts le 19 septembre contre les Bears de Chicago et marque son premier touchdown en carrière sur une passe d'un yard de Tony Romo. Une semaine plus tard, il manque un blocage qui entraîne un plaquage virulent sur Romo qui se blesse à la clavicule et doit manquer le reste de la saison. Mis sur le banc sur à cet incident, il est libéré par Dallas au début de la saison 2011. Récupéré par les Colts d'Indianapolis, il se blesse aux pectoraux et manque toute la saison. Échangé aux Broncos de Denver en échange du cornerback Cassius Vaughn, il joue 14 rencontres avec Denver en 2012. Libre, il signe alors avec les Chargers de San Diego mais avant le début de la saison est de nouveau mis sur la liste des joueurs blessés. Le 31 août, il est libéré par accord.
L'un de ses aïeuls est le cycliste Ignatius Gronkowski.